# 栗背短翅鸫
栗背短翅鸫（学名：Heteroxenicus stellatus）为鶲科短翅鸫属的鸟类。分布于印度、尼泊尔、不丹、缅甸、越南以及中国大陆的云南、西藏等地，多生活于杉木间的杜鹃花盛开处和竹丛中、或在山坡矮小的杜鹃灌木间、也见于高山带灌木丛以外的岩石和巨砾的裂隙间以及夏时曾见于海拔3660米的山地。该物种的模式产地在尼泊尔。

## 亚种
- 栗背短翅鸫指名亚种（学名：Heteroxenicus stellatus stellatus）。该物种的模式产地在尼泊尔。[3]
- H. s. fuscus